# Метод двох розчинів
Метод двох розчинів (рос. метод двух растворов; англ. two-fluid method, нім. Zweispülungsmethode f — метод геофізичного дослідження свердловин, який використовується для виділення тріщинуватих порід-колекторів і оцінки тріщинної пустотності, оснований на значній зміні питомого опору тріщинуватих порід при зміні солоності промивної рідини і характеризується достатньою ефективністю при додержанні мінімальних строків проведення вимірів і оптимальному порядку зміни розчинів в кожному конкретному випадку.